# Echa Festiwalu Opolskiego ’64
Echa Festiwalu Opolskiego ’64 – album składankowy złożony z utworów, wykonywanych przez różnych piosenkarzy na
II Festiwalu Piosenki Polskiej w Opolu.
Piosenkę „Z kim tak ci będzie źle jak ze mną” (Orłowa i Młynarskiego) wykonywała podczas koncertu Mikrofon i Ekran Kalina Jędrusik. Piosenka zdobyła (razem z „O mnie się nie martw” śpiewanym przez Katarzynę Sobczyk) pierwszą nagrodę, ale w koncercie laureatów wykonanie piosenki powierzono Jadwidze Strzeleckiej.
10-calowy winylowy LP wydany został w 1964 przez Polskie Nagrania „Muza” L 0453 (numery matryc: W-961 i W-962).

## Muzycy
1. Anna German oraz Orkiestra pod dyr. Bogusława Klimczuka
2. Iga Cembrzyńska oraz Orkiestra pod dyr. Bogusława Klimczuka
3. Bogdan Czyżewski oraz Orkiestra pod dyr. Bogusława Klimczuka
4. Bronisława Baranowska oraz Orkiestra Warszawskiej Estrady Wojskowej pod dyr. Leopolda Kozłowskiego
5. Bohdan Łazuka oraz Orkiestra pod dyr. Bogusława Klimczuka
6. Jadwiga Strzelecka oraz Orkiestra Warszawskiej Estrady Wojskowej pod dyr. Adama Wiernika
7. Leonard Jakubowski oraz Orkiestra pod dyr. Bogusława Klimczuka

## Lista utworów
Strona A
| 1. | „Tańczące Eurydyki” (muz. Katarzyna Gärtner, sł. Ewa Rzemieniecka, Aleksander Wojciechowski) Anna German |  |
|    | |  |
| 2. | „Intymny świat” (muz. Andrzej Bień, sł. Ryszard Wojtyłło ) Iga Cembrzyńska                               |  |
|    | |  |
| 3. | „Nasze dziewczyny” (muz. Marek Sart, sł. Stanisław Werner) Bogdan Czyżewski                              |  |
|    | |  |
Strona B
| 4. | „Dziewczyna wopisty” (muz. Leopold Kozłowski, sł. Tadeusz Śliwiak) Bronisława Baranowska           |  |
|    | |  |
| 5. | „Andriusza” (muz. Bogusław Klimczuk, sł. Tadeusz Urgacz) Bohdan Łazuka                             |  |
|    | |  |
| 6. | „Z kim tak ci będzie źle jak ze mną” (muz. Roman Orłow, sł. Wojciech Młynarski) Jadwiga Strzelecka |  |
|    | |  |
| 7. | „Ej pogonię cztery konie” (muz. Bogusław Klimczuk, sł. Adam Hosper) Leonard Jakubowski             |  |
|    | |  |